# Parlement van de Franse Gemeenschap (samenstelling 2024-2029)
Dit is een lijst van leden van het Parlement van de Franse Gemeenschap van de legislatuur 2024-2029. Het Parlement van de Franse Gemeenschap telt 94 leden. Deze leden zijn de 75 leden van het Waals Parlement, verkozen bij de Waalse verkiezingen van 9 juni 2024, en 19 leden die deel uitmaken van de Franse taalgroep van het Brussels Hoofdstedelijk Parlement. Deze 19 leden raakten verkozen bij de Brusselse gewestverkiezingen van 9 juni 2024.
De openingszitting van het Parlement van de Franse Gemeenschap vond plaats op 2 juli 2024 en werd voorgezeten door Jean-Paul Wahl (MR), het oudste parlementslid, die in deze taak werd bijgestaan door de tweede jongste parlementsleden, Octave Daube en Manon Vidal (beiden PTB), die optraden als secretaris. 

## Samenstelling
| Fractie | Fractie     | Zetels begin v/d legislatuur | Huidig aantal zetels |
| ------- | ----------- | ---------------------------- | -------------------- |
|         | MR          | 31                           | 31                   |
|         | PS          | 24                           | 24                   |
|         | Les Engagés | 19                           | 19                   |
|         | PTB         | 12                           | 12                   |
|         | Ecolo       | 7                            | 7                    |
|         | DéFI        | 1                            | 0                    |
|         | Lib.res     | 0                            | 1                    |

Wijzigingen in fractiesamenstelling:
- In 2025 verlaat Fabian Maingain de DéFI-fractie. Na even als onafhankelijke te hebben gezeteld, ging hij deel uitmaken van de Lib.res-fractie.

## Lijst van de parlementsleden
| Volksvertegenwoordiger    | Kieskring                                   | Fractie     | Opmerkingen |
| ------------------------- | ------------------------------------------- | ----------- | --- |
| Loubna Azghoud            | Brussel                                     | MR          | |
| Clémentine Barzin         | Brussel                                     | MR          | Secretaris vanaf 16 juli 2024. |
| Valérie Bluge             | Luik                                        | MR          | Vervangt vanaf 19 juli 2024 Fabian Culot, die kabinetschef wordt van Waals minister Pierre-Yves Jeholet. Culot zelf verving van 2 tot 17 juli 2024 Virginie Defrang-Firket, die besliste om niet te zetelen.                                                                           |
| Willy Borsus              | Aarlen-Marche-Bastenaken-Neufchâteau-Virton | MR          | |
| Caroline Cassart-Mailleux | Hoei-Borgworm                               | MR          | Ondervoorzitter vanaf 16 juli 2024. |
| Grégory Chintinne         | Dinant-Philippeville                        | MR          | Vervangt vanaf 11 december 2024 Richard Fournaux, die burgemeester van Dinant wordt. |
| Stéphanie Cortisse        | Verviers                                    | MR          | Vervangt vanaf 2 juli 2024 Christine Mauel, die als Duitstalige niet het recht heeft om in het Parlement van de Franse Gemeenschap te zetelen. Cortisse is voorzitter van de commissie Onderwijs, Onderwijs voor Sociale Promotie, Promotie van Brussel en Wetenschappelijk Onderzoek. |
| Maxime Daye               | Zinnik-La Louvière                          | MR          | |
| Valérie De Bue            | Nijvel                                      | MR          | |
| Louis de Clippele         | Brussel                                     | MR          | Vervangt vanaf 19 februari 2025 Eléonore Simonet, die minister wordt in de federale regering. |
| Arnaud Dewez              | Luik                                        | MR          | |
| Philippe Dodrimont        | Luik                                        | MR          | Ondervoorzitter tot 16 juli 2024. |
| Véronique Durenne         | Doornik-Aat-Moeskroen                       | MR          | Vervangt vanaf 11 december 2024 Marie-Christine Marghem, die burgemeester van Doornik wordt. |
| Yves Evrard               | Aarlen-Marche-Bastenaken-Neufchâteau-Virton | MR          | |
| Hervé Fiévet              | Charleroi-Thuin                             | MR          | Vervangt vanaf 11 december 2024 Tanguy Dardenne, die burgemeester van Chimay wordt. |
| Charles Gardier           | Verviers                                    | MR          | Voorzitter van de commissie Begroting, Hoger Onderwijs en Schoolgebouwen. |
| Nicolas Janssen           | Nijvel                                      | MR          | |
| Anne Laffut               | Aarlen-Marche-Bastenaken-Neufchâteau-Virton | MR          | Ondervoorzitter vanaf 16 juli 2024. |
| Vincent Maillen           | Namen                                       | MR          | |
| Olivier Maroy             | Nijvel                                      | MR          | Vervangt vanaf 19 juli 2024 Anne-Catherine Dalcq, die minister wordt in de Waalse regering. |
| Chris Massaki Mbaki       | Bergen                                      | MR          | Vervangt vanaf 19 juli 2024 Jacqueline Galant, die minister wordt in de Waalse regering. |
| Diana Nikolic             | Luik                                        | MR          | Voorzitter van de MR-fractie |
| Vincent Palermo           | Doornik-Aat-Moeskroen                       | MR          | |
| Françoise Schepmans       | Brussel                                     | MR          | |
| Guillaume Soupart         | Bergen                                      | MR          | Secretaris tot 16 juli 2024. |
| Caroline Taquin           | Charleroi-Thuin                             | MR          | |
| Stéphanie Thoron          | Namen                                       | MR          | |
| Nicolas Tzanetatos        | Charleroi-Thuin                             | MR          | Vervangt vanaf 19 juli 2024 Adrien Dolimont, die minister wordt in de Waalse regering. |
| Gaëtan Van Goidsenhoven   | Brussel                                     | MR          | |
| Jean-Paul Wahl            | Nijvel                                      | MR          | Parlementsvoorzitter van 2 juli tot 16 juli 2024. |
| Valérie Warzée-Caverenne  | Dinant-Philippeville                        | MR          | |
| Leila Agic                | Brussel                                     | PS          | |
| Martin Casier             | Brussel                                     | PS          | Voorzitter van de PS-fractie. |
| Christophe Collignon      | Hoei-Borgworm                               | PS          | |
| Valérie Dejardin          | Verviers                                    | PS          | |
| Dorothée De Rodder        | Doornik-Aat-Moeskroen                       | PS          | |
| Laurent Devin             | Zinnik-La Louvière                          | PS          | |
| Ibrahim Dönmez            | Brussel                                     | PS          | |
| Nadia El Yousfi           | Brussel                                     | PS          | |
| Eddy Fontaine             | Dinant-Philippeville                        | PS          | Voorzitter van de commissie Kind, Jeugd, Jeugdhulp, Justitiehuizen, Gezondheid, Vrouwenrechten en Gelijke Kansen. |
| Isabella Greco            | Charleroi-Thuin                             | PS          | Vervangt vanaf 16 juli 2024 Thomas Dermine, ontslagnemend staatssecretaris in de federale regering. |
| Mélissa Hanus             | Aarlen-Bastenaken-Marche-Neufchâteau-Virton | PS          | |
| Ersel Kaynak              | Verviers                                    | PS          | Vervangt vanaf 2 juli 2024 Patrick Spies, die als Duitstalige niet het recht heeft om in het Parlement van de Franse Gemeenschap te zetelen. |
| Fadila Laanan             | Brussel                                     | PS          | |
| Anne Lambelin             | Nijvel                                      | PS          | |
| Bruno Lefebvre            | Doornik-Aat-Moeskroen                       | PS          | Voorzitter van de commissie Cultuur, Internationale Betrekkingen, Algemene Zaken, Reglement en Controle op de communicatie van de regeringsleden. |
| Jean-Pierre Lepine        | Bergen                                      | PS          | Vervangt vanaf 2 juli 2024 Florence Monier, die beslist om niet te zetelen. |
| Christie Morreale         | Luik                                        | PS          | |
| Sylvie Muratore           | Bergen                                      | PS          | Vervangt vanaf 23 januari 2025 Nicolas Martin, die voltijds burgemeester van Bergen wordt. |
| Özlem Özen                | Charleroi-Thuin                             | PS          | Ondervoorzitter vanaf 11 december 2024. |
| Sophie Pécriaux           | Zinnik-La Louvière                          | PS          | |
| Sabine Roberty            | Luik                                        | PS          | Secretaris. |
| Mourad Sahli              | Charleroi-Thuin                             | PS          | Vervangt vanaf 11 december 2024 Mourad Sahli, die burgemeester van Chapelle-lez-Herlaimont wordt. Sahli was ondervoorzitter tot 2 december 2024. |
| Eliane Tillieux           | Namen                                       | PS          | |
| Thierry Witsel            | Luik                                        | PS          | |
| Christophe Bastin         | Dinant-Philippeville                        | Les Engagés | Voorzitter van de commissie Sport, Openbaar Ambt, Administratieve Vereenvoudiging, Media en Voogdij over Wallonie-Bruxelles Enseignement. |
| Jean-Paul Bastin          | Verviers                                    | Les Engagés | |
| Pascal Baurain            | Bergen                                      | Les Engagés | |
| Vincent Blondel           | Nijvel                                      | Les Engagés | |
| Jean-Jacques Cloquet      | Charleroi-Thuin                             | Les Engagés | |
| Alain Deneef              | Brussel                                     | Les Engagés | |
| Caroline Desalle          | Charleroi-Thuin                             | Les Engagés | |
| Olivier de Wasseige       | Luik                                        | Les Engagés | |
| Benoît Dispa              | Namen                                       | Les Engagés | Voorzitter van de Les Engagés-fractie tot 15 juli 2024 en parlementsvoorzitter vanaf 16 juli 2024. |
| Sophie Fafchamps          | Luik                                        | Les Engagés | |
| Armelle Gysen             | Nijvel                                      | Les Engagés | |
| Anne-Catherine Goffinet   | Aarlen-Marche-Bastenaken-Neufchâteau-Virton | Les Engagés | |
| François Huberty          | Aarlen-Marche-Bastenaken-Neufchâteau-Virton | Les Engagés | |
| Loïc Jacob                | Hoei-Borgworm                               | Les Engagés | |
| Marie Jacqmin             | Hoei-Borgworm                               | Les Engagés | |
| Stéphanie Lange           | Brussel                                     | Les Engagés | |
| Geneviève Lazaron         | Namen                                       | Les Engagés | |
| Loris Resinelli           | Zinnik-La Louvière                          | Les Engagés | Vervangt vanaf 19 juli 2024 François Desquesnes, die minister wordt in de Waalse regering. |
| Mathilde Vandorpe         | Doornik-Aat-Moeskroen                       | Les Engagés | Ondervoorzitter tot 16 juli 2024 en voorzitter van de Les Engagés-fractie vanaf 15 juli 2024. |
| Rachida Aït Alouha        | Luik                                        | PTB         | |
| Jamila Ammi               | Charleroi-Thuin                             | PTB         | |
| Bruno Bauwens             | Brussel                                     | PTB         | Secretaris vanaf 21 mei 2025. |
| Alice Bernard             | Luik                                        | PTB         | Voorzitter van de PTB-fractie en tot 16 mei 2025 secretaris. |
| Octave Daube              | Brussel                                     | PTB         | |
| Jori Dupont               | Doornik-Aat-Moeskroen                       | PTB         | |
| Julien Liradelfo          | Luik                                        | PTB         | |
| Germain Mugemangango      | Charleroi-Thuin                             | PTB         | |
| Amandine Pavet            | Zinnik-La Louvière                          | PTB         | |
| Marisol Revelo Paredes    | Brussel                                     | PTB         | |
| Patricia Van Walle        | Namen                                       | PTB         | |
| Manon Vidal               | Brussel                                     | PTB         | |
| Veronica Cremasco         | Luik                                        | Ecolo       | |
| Margaux De Ré             | Brussel                                     | Ecolo       | |
| Hajib El Hajjaji          | Verviers                                    | Ecolo       | Vervangt vanaf 2 juli 2024 Freddy Mockel, die als Duitstalige niet het recht heeft om in het Parlement van de Franse Gemeenschap te zetelen. |
| Stéphane Hazée            | Namen                                       | Ecolo       | |
| Bénédicte Linard          | Doornik-Aat-Moeskroen                       | Ecolo       | Vanaf 13 november 2024 voorzitter van de Ecolo-fractie. |
| Matteo Segers             | Brussel                                     | Ecolo       | Voorzitter van de Ecolo-fractie tot 13 november 2024. |
| Céline Tellier            | Nijvel                                      | Ecolo       | |
| Fabian Maingain           | Brussel                                     | DéFI        | Zetelt van 23 april tot 19 mei 2025 als onafhankelijke en vanaf 19 mei 2025 in de Lib.res-fractie. |